# قفسه ۱۹ اینچی

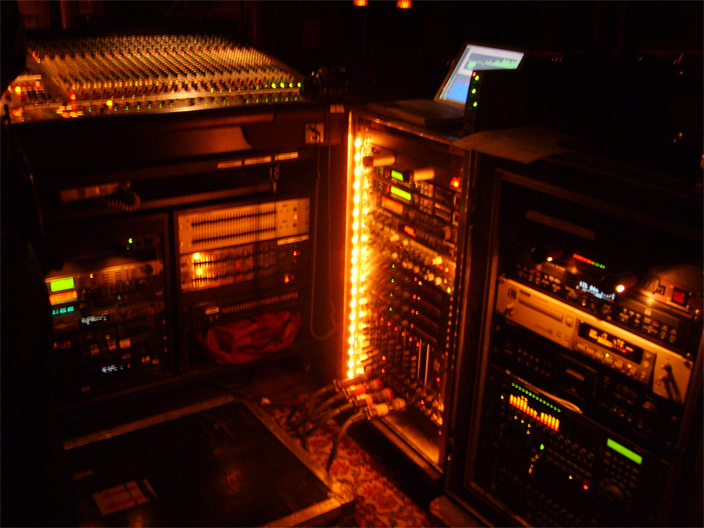
چندین قفسه ۱۹ اینچی در یک کاربرد صوتی حرفه ای

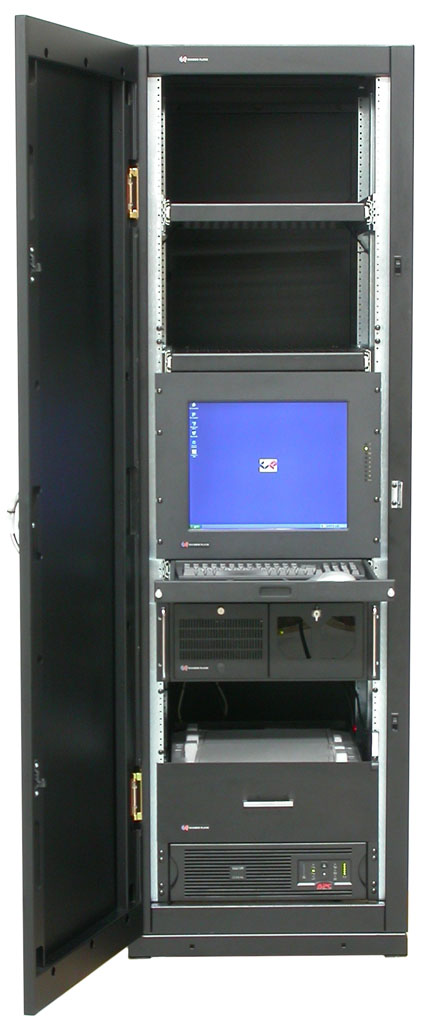
یک کابینت قفسه ای تمام‌قد

یک قفسه ۱۹ اینچی (به انگلیسی: 19-inch rack) یا رک ۱۹ اینچی یک قاب یا محفظه استاندارد برای نصب چندین ماژول تجهیزات الکترونیکی است. هر ماژول دارای یک پنل جلویی است که عرض آن ۱۹ اینچ (۴۸۲٫۶ میلیمتر) است. ابعاد ۱۹ اینچ شامل لبه‌ها یا گوش هایی است که از هر طرف تجهیزات بیرون زده‌اند و به ماژول اجازه می‌دهد تا با پیچ یا پیچ و مهره به قاب قفسه بسته شود. کاربردهای رایج شامل سرورهای رایانه، تجهیزات مخابراتی و سخت افزار شبکه، تجهیزات تولید دیداری‌شنیداری، تجهیزات تولید موسیقی و ابزار علمی است.

## نمای‌کلی و تاریخچه
تجهیزاتی که برای قرار دادن در قفسه طراحی شده‌اند، معمولاً به‌عنوان رک‌مونت، قفسه‌سوار، ابزار قفسه‌نصبی، سیستم قفسه‌جاساز، شاسی قفسه‌دار، زیرقفسه‌ای، کابینت قفسه‌ای، قابل نصب در قفسه، یا گاهی به سادگی قفسه‌ای توصیف می‌شوند. ارتفاع ماژول‌های الکترونیکی نیز به صورت مضربی از ۱٫۷۵ اینچ (۴۴٫۴۵ میلیمتر) استانداردسازی‌شده است. یا یک یگان قفسه یا U (به‌طور معمول RU). کابینت قفسه استاندارد-صنعتی 42U ارتفاع دارد. با این حال، قفسه‌های 45U، بلندتر یا کوتاه‌تر نیز رایج هستند.
اصطلاح قفسه رله (به انگلیسی: relay rack) اولین بار در دنیای تلفن ظاهر شد.
تا سال ۱۹۱۱، این اصطلاح در سیگنال‌دهی راه‌آهن نیز مورد استفاده قرار گرفت. شواهد کمی مبنی بر استاندارد بودن ابعاد این قفسه‌های اولیه وجود دارد.

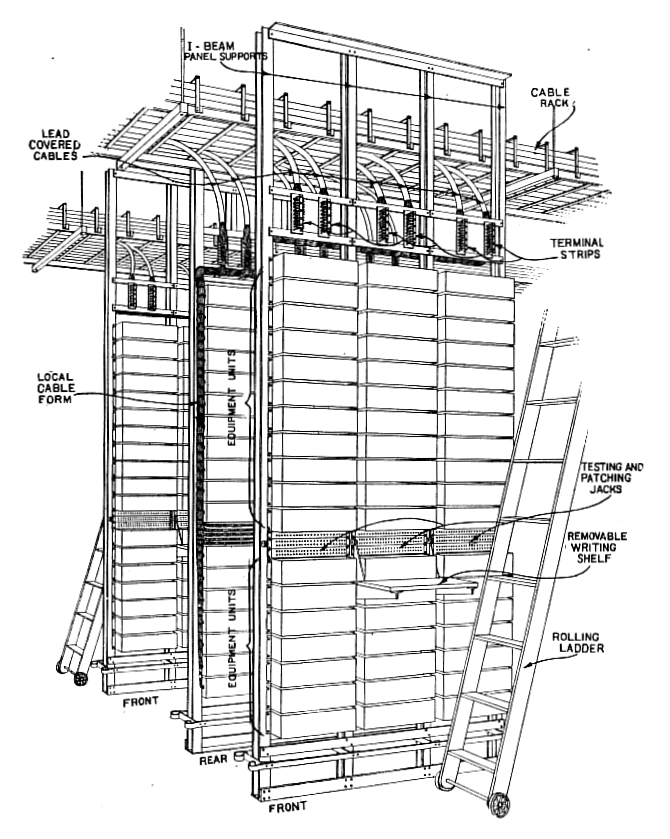
قفسه‌های تجهیزات تلفن (۱۹۲۳)

## نگارخانه
تصاویر قفسه‌های ۱۹ اینچی
- یک رک سرور که از پشت دیده می‌شود
- سرورهای بنیاد ویکی‌مدیا همان‌طور که از جلو دیده می‌شود
- سرورهای بنیاد ویکی‌مدیا
- سرورهای بنیاد ویکی‌مدیا
- قفسه‌های ۱۹ اینچی با تجهیزات ویدئویی